# Euspira catena
Euspira catena, trước đây được gọi là Natica catena, là một loài ốc biển săn mồi, là động vật thân mềm chân bụng sống ở biển trong họ Naticidae, họ ốc Mặt Trăng.

## Hình ảnh

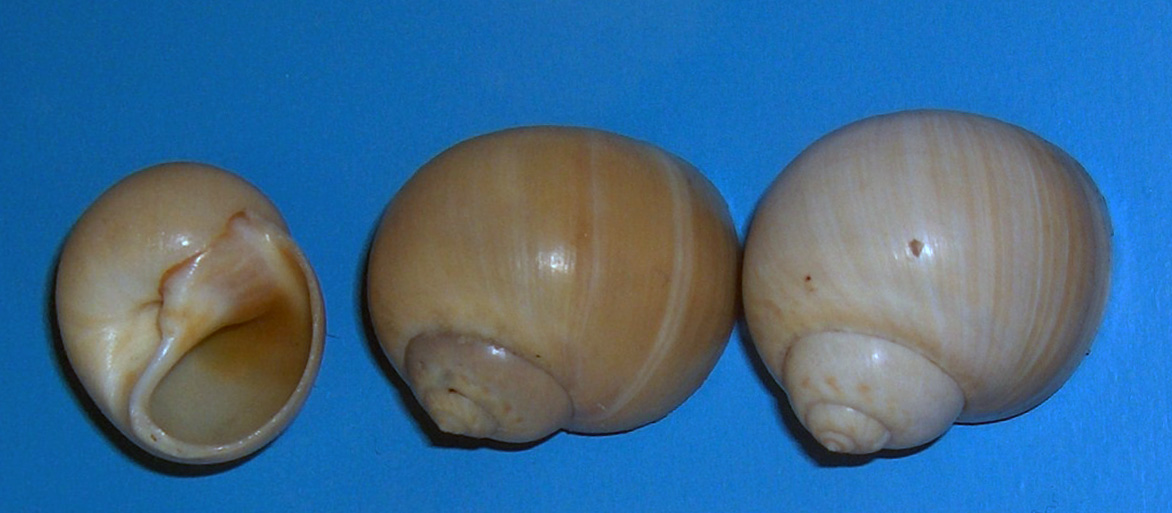
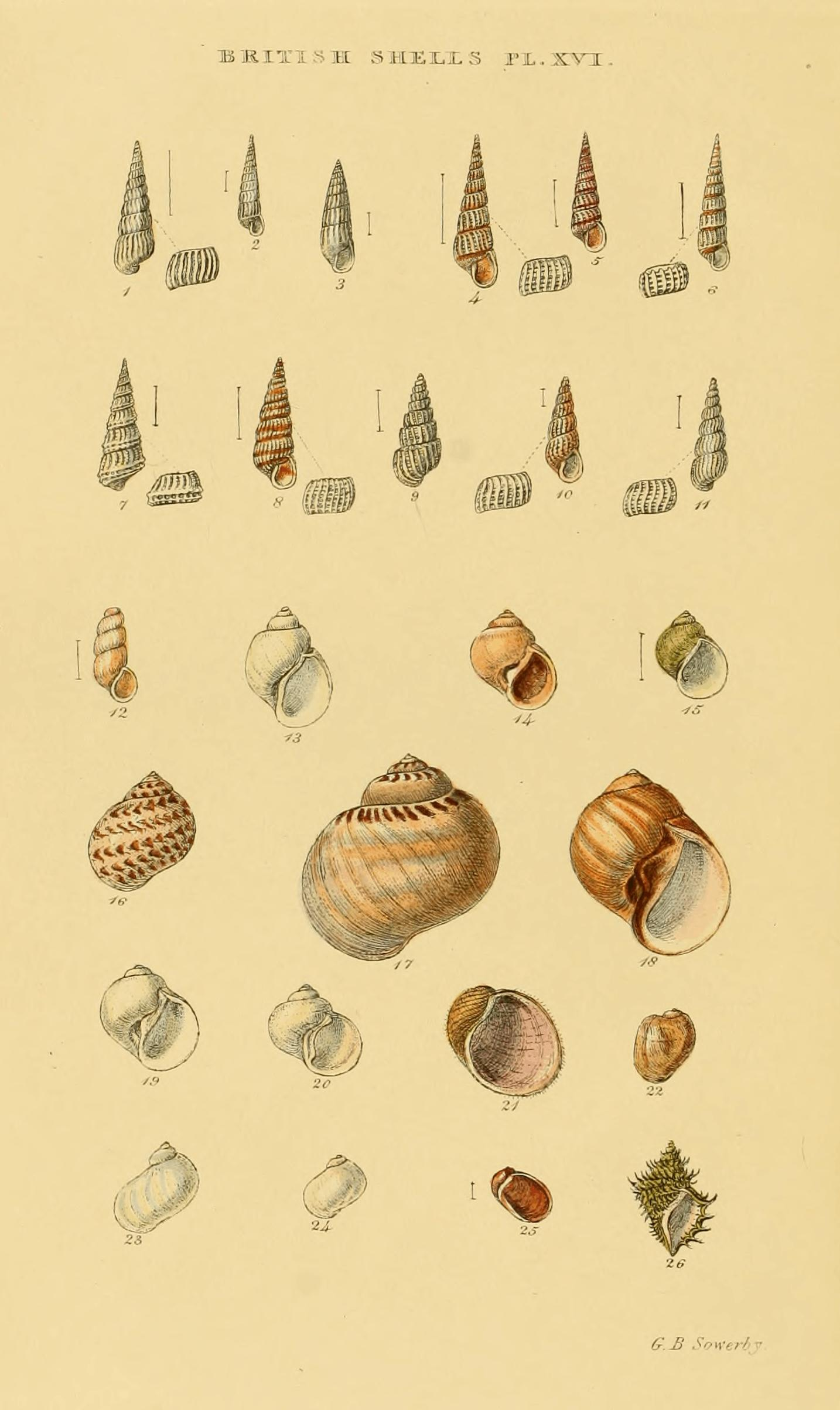
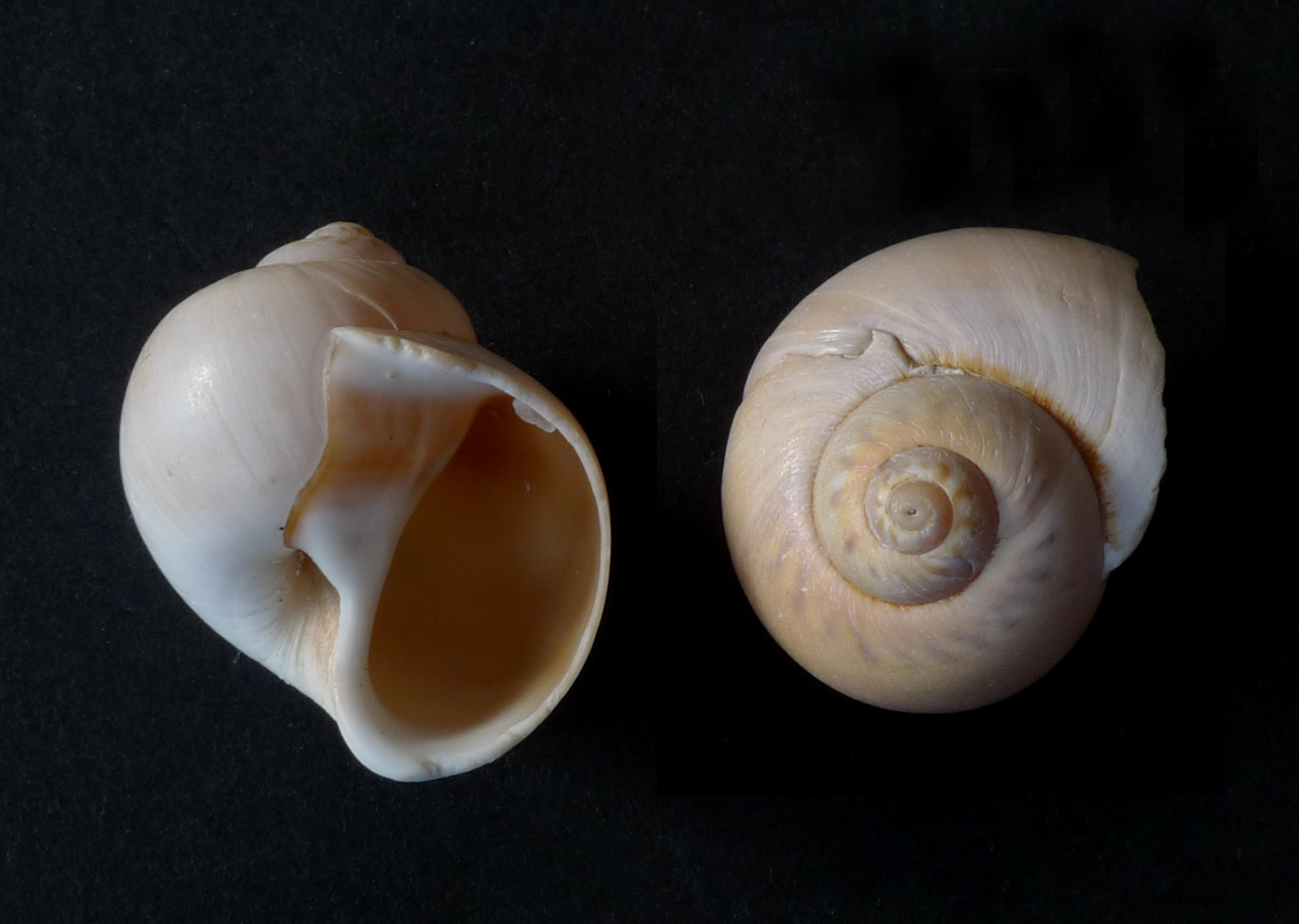
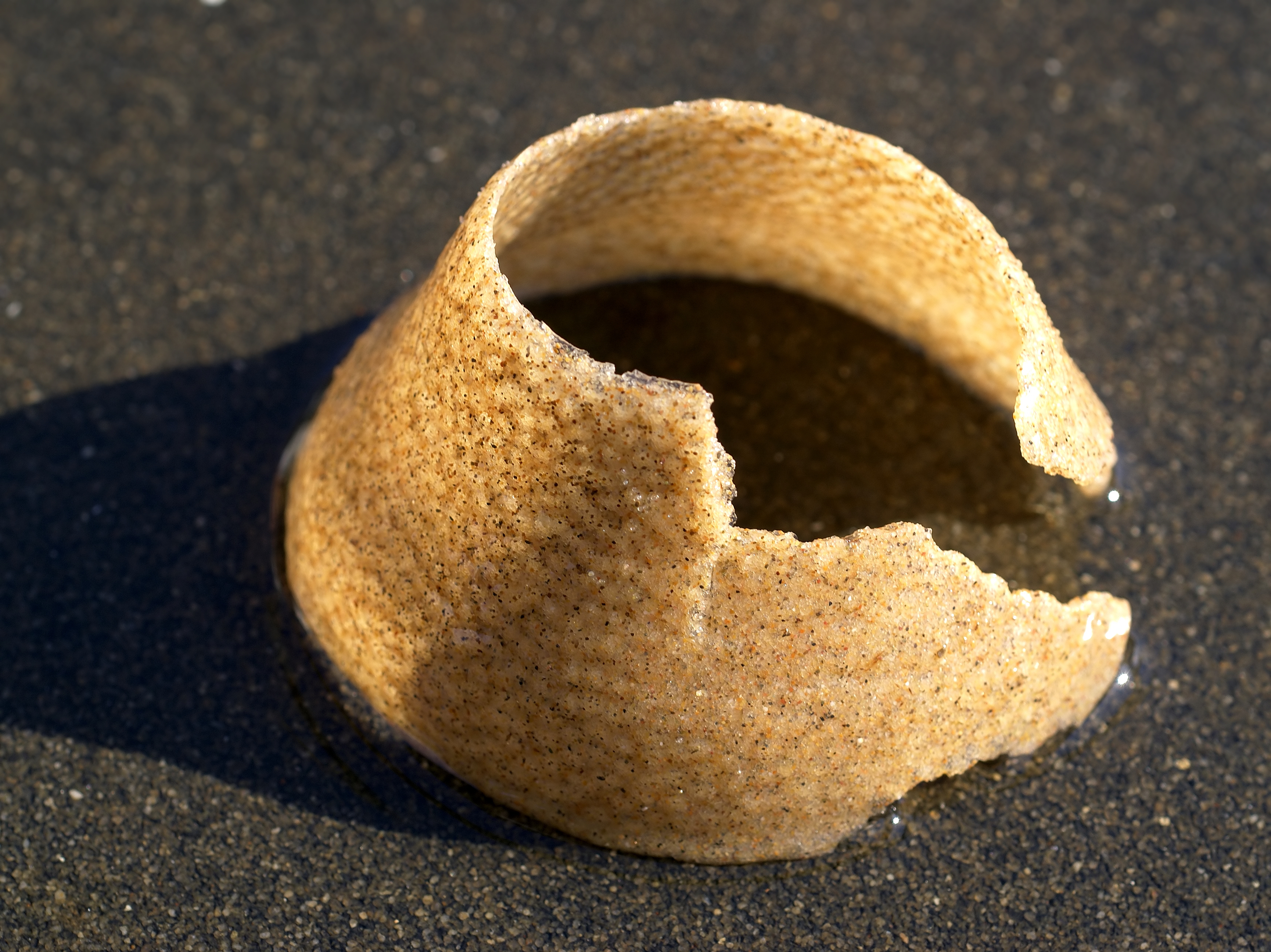

## Tham khảo

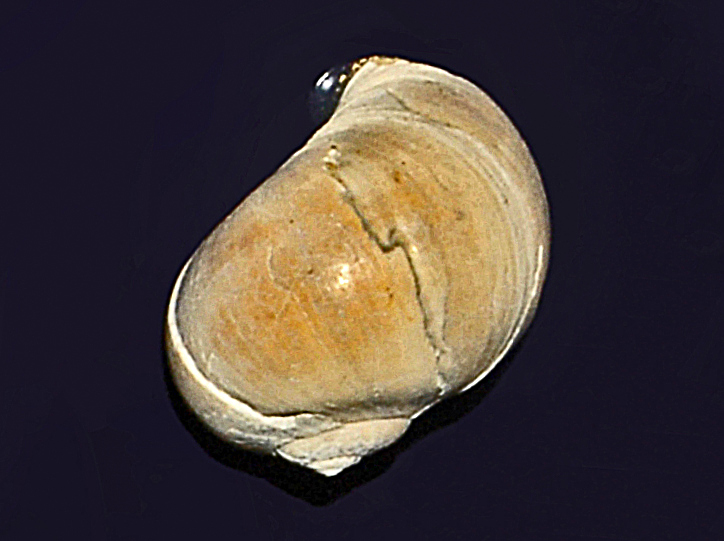
Fossil shell of Euspira catena from Pliocene of Italy